# Guillaume de La Jugie
Guillaume de La Jugie (* 1317 in Eyrein; † 28. April 1374 in Avignon) war ein Neffe von Papst Clemens VI. und Vetter von Papst Gregor XI. Er war Kanoniker in Rouen und Archidiakon in Paris und Kardinal der Römischen Kirche.

## Leben
Guillaume de la Jugie wurde in der Nähe von La Jugie in der Pfarre Eyrein bei Rosiers-d’Égletons geboren. Er war ein Sohn von Jacques de La Jugie und Guillaumette Roger, Schwester von Pierre, dem späteren Clemens VI. Sein Bruder Pierre (1319–1376) wurde ebenfalls Kardinal.

### Clemens VI. erhebt seinen Neffen zum Kardinal
Guillaume de la Jugie wurde am 22. September 1332 Kanoniker im Kapitel der Kathedrale von Rouen, dann Kanoniker und Archidiakon an der Kathedrale Notre-Dame de Paris. Beim Konsistorium vom 20. September 1342 kreierte ihn sein Onkel Clemens VI. zum Kardinal und zum Kardinaldiakon von Santa Maria in Cosmedin. Er trat am 12. Oktober 1342 in die Kurie in Avignon ein.

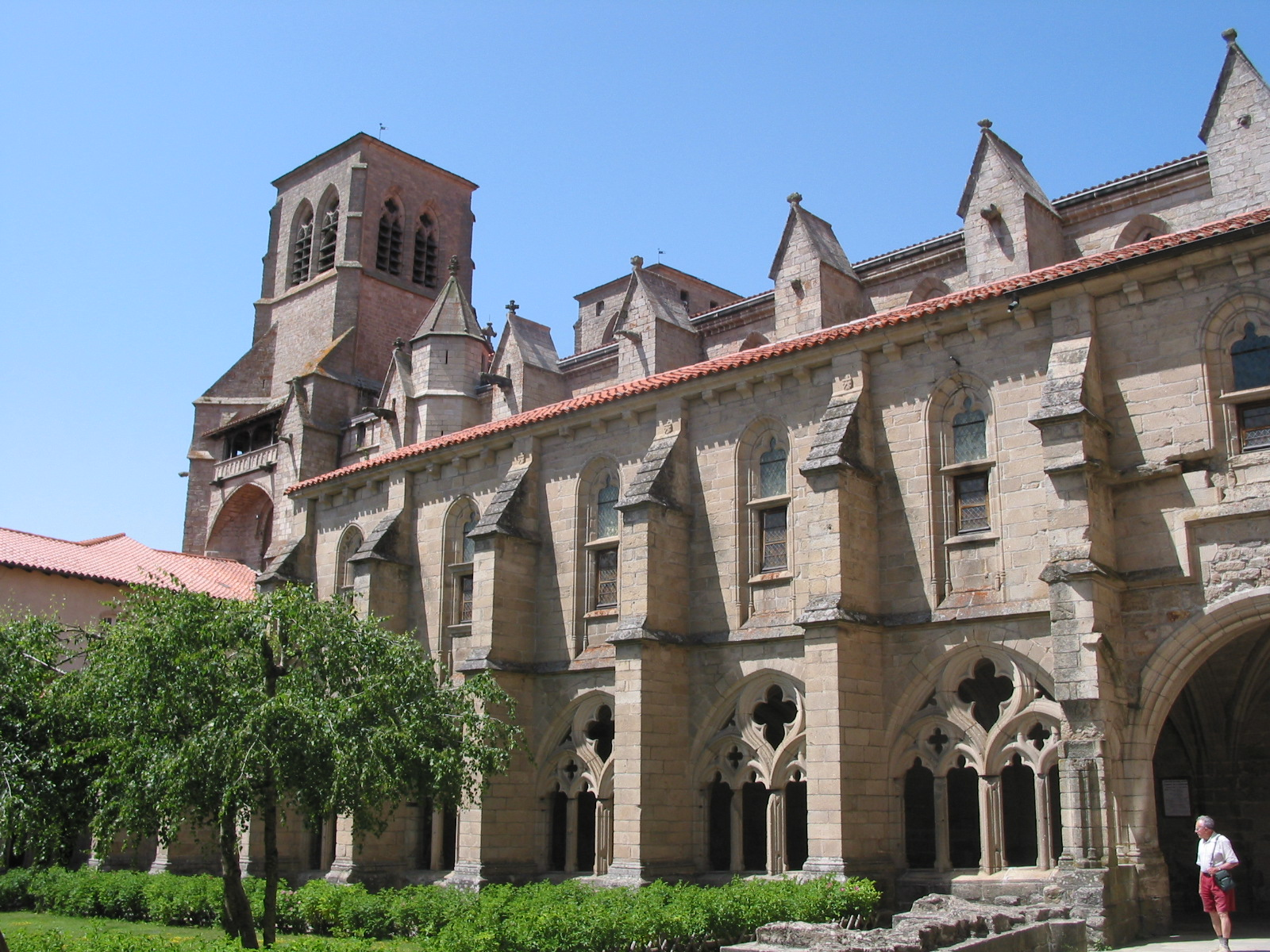
Die Abtei La Chaise-Dieu, in der Guillaume de La Jugie bestattet wurde

### Seine Gesandtschaften nach Italien und Spanien
Nachdem er 1345 Archidiakon von Transsilvania geworden war, wurde er 1350 gemeinsam mit den Kardinälen Annibal de Ceccano und Guy de Boulogne als Päpstlicher Legat ins Königreich Neapel geschickt.
Seine zweite Gesandtschaft führte ihn fünf Jahre später nach Spanien. Er verließ Avignon am 22. Juli 1355 mit dem Title eines Legaten a latere (im Verborgenen). Am 24. November erreichte er Torà (Provinz Lleida), das von Peter dem Grausamen, König von Kastilien, belagert wurde. Papst Innozenz VI. hatte ihn beauftragt, die Freilassung des vom König inhaftierten Bischofs von Sigüenza Pedro Gómez Álvarez de Albornoz zu fordern, der dem König die Trennung von seiner Ehefrau Blanche de Bourbon. Um ihn zum Nachgeben zu bewegen, musste der Kardinal damit drohen, über Kastilien das Interdikt auszusprechen.

### Die Lehen im Languedoc
1348, während der Pestepidemie, wurde König Philipp VI. von Frankreich vom Kardinal gebeten, seine Zustimmung zum Erwerb der Schlösser von Ferrals-les-Corbières und der Herrschaft La Livinière im Languedoc zu geben.
Die Erben des Kardinals Pietro Colonna († 1326), erschrocken von der Epidemie, konnten es nicht erwarten, die Immobilie loszuwerden. Die königliche Erlaubnis wurde erteilt, aber der Verkauf musste bis zum Ende der Pest warten. Der Vertrag wurde erst 1350 geschlossen im Namen von Nicolas de La Jugie, dem älteren Bruder des Kardinals.

### SeineLivrée cardinalice
Seine Livrée cardinalice (der Palast eines Kardinals in Avignon) befand sich zwischen den heutigen Straßen Rue Félix Gras und Rue Joseph Vernet. In Plan-de-Lunel schloss sich an den Palast die Vinea Vespalis (Bischofsweinberg) an.
Ohne Avignon zu verlassen, wurde er zwischen 1362 und 1365 Erzpriester des Petersdoms in Rom, dann Kardinalpriester von San Clemente.
Er starb in seinem Palast am 28. April 1374 und wurde auf seinen Wunsch hin in der Kirche der Abtei La Chaise-Dieu bestattet.